# Diego Alan Mercado
Diego Alan Mercado Carrizo (Ituzaingó, Argentina; 3 de enero de 1997) es un futbolista argentino. Juega de centrocampista y su equipo actual es el Miami FC de la USL Championship.

## Trayectoria
Mercado se unió a las inferiores del Club Atlético Independiente proveniente de Boca Juniors. Debutó en el primer equipo de Independiente el 21 de octubre de 2018 ante Huracán.
En octubre de 2020 llegó al Club Atlético Huracán.
Tras ser liberado del club, fichó en el Nueva Chicago de la Primera B Nacional el 23 de diciembre de 2022.

### Trinidense
De cara a la temporada 2024, Mercado firmó en el Trinidense de la Primera División de Paraguay.

### Ferro
Se confirma su llegada al club para disputar la segunda mitad de la Primera B Nacional, firma un contrato por 18 meses hasta el 31 de diciembre del 2025. En su primer partido integra el banco de suplentes contra el Club Atlético Chacarita por la fecha vigésima primera del campeonato, siendo que hace su debut al ingresar a los 20 del segundo tiempo en lugar de Juan Fernandes Pinto.

## Estadísticas
Actualizado al 28 de octubre de 2024

| Club                         | Div.          | Temporada     | Liga  | Liga  | Copas | Copas | Copas | Copas | Total | Total | Media |
| Club                         | Div.          | Temporada     | Part. | Goles | Part. | Goles | Part. | Goles | Part. | Goles | Media |
| ---------------------------- | ------------- | ------------- | ----- | ----- | ----- | ----- | ----- | ----- | ----- | ----- | ----- |
| Independiente Argentina      | 1.ª           | 2018-19       | 0     | 0     | 0     | 0     | 0     | 0     | 0     | 0     | 0     |
| Independiente Argentina      | 1.ª           | 2019-20       | 3     | 0     | 1     | 0     | 0     | 0     | 4     | 0     | 0     |
| Independiente Argentina      | Total         | Total         | 3     | 0     | 1     | 0     | 0     | 0     | 4     | 0     | 0     |
| Huracán Argentina            | 1.ª           | 2020-21       | 1     | 0     | 0     | 0     | —     | —     | 1     | 0     | 0     |
| Huracán Argentina            | 1.ª           | 2021          | 11    | 0     | 0     | 0     | —     | —     | 11    | 0     | 0     |
| Huracán Argentina            | 1.ª           | 2022          | 5     | 0     | 0     | 0     | —     | —     | 5     | 0     | 0     |
| Huracán Argentina            | Total         | Total         | 17    | 0     | 0     | 0     | 0     | 0     | 17    | 0     | 0     |
| Nueva Chicago Argentina      | 2.ª           | 2023          | 31    | 0     | 0     | 0     | —     | —     | 31    | 0     | 0     |
| Nueva Chicago Argentina      | Total         | Total         | 31    | 0     | 0     | 0     | 0     | 0     | 31    | 0     | 0     |
| Trinidense Paraguay          | 1.ª           | 2024          | 4     | 0     | 0     | 0     | 2     | 0     | 6     | 0     | 0     |
| Trinidense Paraguay          | Total         | Total         | 4     | 0     | 0     | 0     | 2     | 0     | 6     | 0     | 0     |
| Ferro Carril Oeste Argentina | 2.ª           | 2024          | 9     | 0     | 0     | 0     | —     | —     | 9     | 0     | 0     |
| Ferro Carril Oeste Argentina | Total         | Total         | 9     | 0     | 0     | 0     | 0     | 0     | 9     | 0     | 0     |
| Total carrera                | Total carrera | Total carrera | 64    | 0     | 1     | 0     | 2     | 0     | 67    | 0     | 0     |